# آبینه خان گرجی
آبینه گرجی متولد و متوفی قرن یازدهم هجری است. وی نیای قسمتی از جمعیت گرجیان دزفول در استان خوزستان در جنوب غربی کشور ایران است که اعقابش در دزفول را باید به دو گروه تقسیم کرد.
گروه اول:
در زمان صفویه ابتدا شخصی به نام آبینه از گرجستان به ایران تبعید گردید و سپس پسران وی نیز هر یک به شهری در ایران تبعید شدند. روایت شده که او شش پسر داشته اما برخی دیگر اولاد او را سه پسر دانسته‌اند، ولی آنچه در همه این روایات مشترک است این است که یکی از این پسرها به شیراز، یکی به اصفهان و یکی به دزفول تبعید گردیده‌اند. نام آن پسر از آبینه که به دزفول تبعید گردیده در منابع فارسی و روایات محلی، پرویز آقای گرجی دزفولی است. اعقاب وی از خانواده‌های بسیار خوشنام و صاحب قدرت در دزفول عصر قاجار بوده‌اند.
گروه دوم:
آنان مهندسین پُل‌ساز و ساختمان‌ساز گرجی بودند که از شیراز به دزفول مهاجرت کرده و در آن شهر ساکن شدند. این گروه از خانواده که خود از متنفذین دزفول محسوب می‌گردیدند، سرانجام با همه سرشناس‌ترین خانواده‌های خوانین خوشنام دزفول وصلت نموده و از صاحبان قدرت در دزفول عصر قاجار گردیدند.
به‌طور کلی خانواده‌های دزفولیِ محمدیان ، خسرو زاده(صمدی خسروی)، پرویزیان، پرویزی، اسحاق‌زاده، رشیدی، رشیدیان، صوفی‌زاده، علی‌نژاد، گرجی، جوادی، طاهری، حسینی، فردآقائی، گرجستانی، شریفی، ابوالقاسمی، آقاخانی و سایر عموزادگان نسبی آنها در دزفول و اهواز از اعقاب آبینه گرجی می‌باشند که قسمتی از جمعیت گرجیان خوزستان را تشکیل می‌دهند.